# Санаторный (Еткульский район)
Санато́рный — посёлок в Еткульском районе Челябинской области России. Входит в состав Печенкинского сельского поселения.

## География
Посёлок находится в восточной части Челябинской области, в лесостепной зоне, на восточном берегу озера Еткуль, на расстоянии 1 км (по прямой) к востоку от села Еткуль, административного центра района. Абсолютная высота — 220 м над уровнем моря.

### Часовой пояс
Посёлок Санаторный, как и вся Челябинская область, находится в часовой зоне МСК+2. Смещение применяемого времени относительно UTC составляет +5:00.

## Население
| 2002 | 2010 |
| ---- | ---- |
| 54   | →54  |

### Гендерный состав
По данным Всероссийской переписи населения 2010 года, в гендерной структуре населения мужчины составляли 46,3 %, женщины — 53,7 %.

### Национальный состав
Согласно результатам переписи 2002 года, в национальной структуре населения русские составляли 92 %.

## Улицы
Уличная сеть посёлка состоит из двух улиц: Лесная и Центральная.